# Kalundre
Kalundre là một thị trấn thống kê (census town) của quận Raigarh thuộc bang Maharashtra, Ấn Độ.

## Nhân khẩu
Theo điều tra dân số năm 2001 của Ấn Độ, Kalundre có dân số 7581 người. Phái nam chiếm 52% tổng số dân và phái nữ chiếm 48%. Kalundre có tỷ lệ 80% biết đọc biết viết, cao hơn tỷ lệ trung bình toàn quốc là 59,5%: tỷ lệ cho phái nam là 83%, và tỷ lệ cho phái nữ là 76%. Tại Kalundre, 14% dân số nhỏ hơn 6 tuổi.